# Bundesstraße 29
Pour les articles homonymes, voir B29 et Route 29.
La Bundesstraße 29 (abrégé en B 29) est une Bundesstraße reliant Waiblingen à Nördlingen.

## Localités traversées
- Waiblingen
- Schorndorf
- Lorch
- Schwäbisch Gmünd
- Aalen
- Wasseralfingen
- Bopfingen
- Nördlingen